# Понятовіче
Понятовіче (пол. Poniatowicze) — село в Польщі, у гміні Сокулка Сокульського повіту Підляського воєводства.
Населення — 128 осіб (2011).
У 1975-1998 роках село належало до Білостоцького воєводства.

## Демографія
Демографічна структура станом на 31 березня 2011 року:
|          | Загалом | Допрацездатний вік | Працездатний вік | Постпрацездатний вік |
| -------- | ------- | ------------------ | ---------------- | -------------------- |
| Чоловіки | 58      | 8                  | 33               | 17                   |
| Жінки    | 70      | 8                  | 38               | 24                   |
| Разом    | 128     | 16                 | 71               | 41                   |